# Нампа
Нампа (на английски: Nampa) е град в окръг Кениън, щата Айдахо, САЩ. Нампа е с население от 79 249 жители (2007) и обща площ от 51,5 km². Намира се на 767 m надморска височина. ЗИП кодът му е 83651-83686-83687, а телефонният му код е 208.